# جيريمي فيشر
جيريمي فيشر (بالإنجليزية: Jeremy Fischer)‏ هو محامي وسياسي أمريكي، ولد في 28 يناير 1980 في كندا. حزبياً، نشط في الحزب الديمقراطي. وقد انتخب عضو مجلس نواب مين.